# Буц Андрій Федорович
Андрій Федорович Буц (1923, Балаклея — 18 жовтня 1948) — Герой Радянського Союзу.

## Біографія
Народився в 1923 році в селі Балаклеї (нині Черкаського району Черкаської області) в родині селянина. Українець. Закінчив сім класів школи. Був робітником.
У 1941–1944 роках мешкав на окупованій нацистами території. У Червоній Армії з лютого 1944 року. Учасник німецько-радянської війни з лютого 1944 року. Воював стрільцем 1-го стрілецького батальйону 929-го стрілецького полку 254-ї стрілецької дивізії 52-ї армії 2-го Українського фронту.
5—8 березня 1944 року червоноармієць Андрій Буц в боях за оволодіння селом Кобиляки (нині Звенигородського району Черкаської області), надихаючи своїх товаришів особистою хоробрістю і відвагою, знищив розрахунки двох великокаліберних кулеметів противника, чим сприяв захопленню села підрозділами полку.
В боях за село Іваньки (нині Уманського району Черкаської області), переслідуючи відступаючого противника, першим увірвався в траншею ворога і закидав фашистів гранатами. В цьому бою їм було знищено 15 ворожих солдатів, а двох, в тому числі одного офіцера, захопив у полон.
13 березня, перебуваючи у розвідці разом з червоноармійцем Миколою Шматько, біля села Джулинки Бершадського району Вінницької області, полонив двох ворожих офіцерів і доставив їх в розташування полку. «Язиками» виявилися капітан і лейтенант вермахту.
14 березня вранці, коли ворог перейшов в атаку, червоноармієць Андрій Буц першим піднявся в контратаку, тягнучи за собою бійців свого підрозділу. В ході бою, вміло діючи автоматом, особисто знищив більше відділення гітлерівців.
Указом Президії Верховної Ради СРСР від 13 вересня 1944 року за зразкове виконання бойових завдань командування на фронті боротьби з німецько-фашистськими загарбниками і проявлені при цьому мужність і героїзм, червоноармійцеві Буцу Андрію Федоровичу присвоєно звання Героя Радянського Союзу з врученням ордена Леніна і медалі «Золота Зірка» (№ 4670).
Після війни продовжував службу в рядах Збройних сил СРСР. 18 жовтня 1948 року трагічно загинув. Похований у рідному селі.

## Нагороди, пам'ять
Нагороджений орденом Леніна, орденом Слави 3-го ступеня, медалями.
На честь Андрія Буца названа вулиця у місті Смілі.